# Федерална телевизија
Федерална телевизија (скраћено Федерална ТВ или ФТВ) јавни је медијски сервис Федерације Босне и Херцеговине и део система јавног емитовања Босне и Херцеговине.

## Историја
Федерална телевизија је почела са емитовањем 27. октобра 2001. године. Прва емисија која се емитовала била је Дневник, а трајала је 35 минута и водио ју је Амарилдо Гутић. Свој програм је емитован на два канала (ФТВ1 и ФТВ2), али од априла 2003. ФТВ2 више се није емитовао.
Први генерални директор је био Јасмин Дураковић који је радио на тој позицији од 2001. до 2008. Такође се у саставу телевизије емитује и радио.